# Komnénosz Mária trapezunti császári hercegnő (1328–1408)
Komnénosz Mária (1328 körül – 1408 körül), görögül: Μαρία Μεγάλη Κομνηνή, grúzul: მარია კომნენოსი, azeriül: Maria Böyük Komnenos, törökül: Maria Megali Komnini, latinul: Maria Comnena Trapezuntina, trapezunti császári hercegmő (deszpina), a Fehér Ürü kánnéja (hatun). A Komnénosz-házból származott. III. Alexiosz trapezunti császár nővére, Uzun Haszan feltételezett dédanyja, valamint I. Iszmáíl perzsa sah feltételezett szépanyja. Ortodox keresztény vallású volt.

## Élete

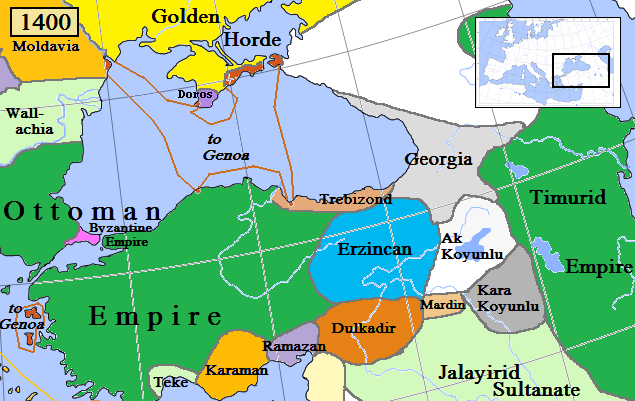
A Trapezunti Császárság, az Arany Horda és a Fehér Ürü (Akkojunlu) Kánság 1400-ban.

Apja I. (Komnénosz) Baszileiosz (1315–1340) trapezunti császár, az anyja az apjának a korábbi ágyasából előlépett bigámia általi második felesége, Irén trapezunti úrnő, ezért törvénytelennek számítottak az ebből a kapcsolatból született gyermekek, a testvérei is, de később törvényesítették őket.
Apai nagyszülei II. Alexiosz (1283–1330) trapezunti császár és Dzsakeli Dzsiadzsak (1283 körül–1320 előtt), I. Beka szamchei herceg lánya.
Apjának a nővére I. (Komnénosz) Anna (1312 körül–1342), 1341-tól 1342-ig trapezunti császárnő volt.
A XIV. század közepén az Fehér Ürü törzsszövetség és a Trapezunti Császárság közötti élénk diplomáciai és katonai együttműködések és kapcsolatok voltak, hiszen a szomszédság mellett az is döntő tényező volt ebben, hogy a Fehér Ürü törzsszövetség is a területileg ekkor már szétszabdalt Bizánci Birodalmat fokozatosan bekebelező Oszmán Birodalom ellenfele volt, és ezt a két nép közötti barátságot házassággal is megpecsételték.
Elsőként 1352. augusztusában I. Baszileiosz trapezunti császár és Trapezunti Irén legidősebb lánya, Mária az öccse, III. Alexiosz uralkodása és anyja régenssége alatt feleségül ment Fahreddin (Fakr ad-Dín) Kutlu (?–1389) béghez, aki 1363-tól lett a Fehér Ürü kánja. Ha született is gyermekük, valószínűleg csak lányuk volt, de egyes feltételezések szerint Mária lehetett az anyja Pir Ali Bajandurnak, akinek a lánya volt Uzun Haszan édesanyja, Sára hatun. Ha ez igaz, akkor Uzun Haszan Mária dédunokája volt, és ebben az esetben Teodóra apja, IV. János és Uzun Haszan harmaddfokú unokatestvérek lettek volna. Mária a férje halála (1389) után is meghatározó szerepez játszott az 1408-ban vagy akörül bekövetkezett haláláig a két ország kapcsolatában.
Ezután Mária (mostoha)fia, Kara Jülük Oszmán (1350/56–1435) Mária nagyunokaöccsének, az öccse, III. Alexiosz unokájának, IV. Alexiosz trapezunti császárnak egyik leányát, Teodórát vette feleségül 1422 körül, és ha született is gyermekük, valószínűleg nekik is csak lányuk volt.
Ennek a hagyománynak volt a folytatása, hogy 1458-ban IV. Alexiosz unokája, Teodóra feleségül ment Kara Jülük Oszmán unokájához, Uzun Haszanhoz, a Fehér Ürü kánjához (emírje), aki 1472-ben Irán (Perzsia) királya lett.
Házasságkötése után kétszer látogatott haza Trapezuntba, 1358. augusztus 22-én és 1363. júliusában.
Mária nem tért át az iszlám hitre, ortodox keresztény vallását megtarthatta.